# Iglesia de la Transfiguración del Salvador (Macastre)
La iglesia de la Transfiguración del Salvador es un templo católico situado en la plaza de la Iglesia de Macastre (Valencia, España). Data del siglo XVII, época en que se puede datar el campanario. Está catalogada como Bien de Relevancia Local, con identificador número 46.18.158-001.

## Estructura y descripción
Se trata de un templo de una sola nave rectangular, edificada en varias fases que se corresponden con diferentes estilos. La parte más antigua es, sin duda, la torre campanario, toda de piedra de sillería y de principios del siglo XVII, quizás de poco después de 1611, momento en que se repobló Macastre tras la expulsión de los moriscos que tuvo lugar en 1609. Consta la torre de un cuerpo inferior de base cuadrada, que alcanza hasta la altura de la nave del templo, donde comienza el cuerpo de las campanas que, al abrir cuatro vanos en arco (en cada una de sus caras) para albergar las campanas, ofrece decoración mediante pilastras toscanas pareadas flanqueando cada vano.
La fachada es posterior, probablemente de finales del siglo XVIII dado su carácter neoclásico; con todo, utiliza el orden toscano para imitar la pauta estilística del campanario. De hecho, dos grandes pilastras toscanas enmarcan la totalidad de la fachada, coronadas por un antepecho recto, paralelo a la cornisa, que se incurva ligeramente en el centro para disimular la cubierta a dos aguas de la nave del templo. Dentro de este marco se inscribe la portada, compuesta también de dos pilastras toscanas que flanquean un arco. Tradicionalmente la fachada ha estado enlucida de dos colores, blanco y gris,, si bien actualmente se han sustituido por beis y burdeos, respectivamente.
La nave del templo articula, en el interior, dos espacios anejos (Capilla de la Comunión y camarín independiente) además de las capillas laterales. Es una obra de finales del siglo XVIII a juzgar por la decoración, que responde a postulados neoclásicos. Presenta entre los arcos de las capillas laterales pilastras de capiteles jónicos que marcan la separación de los tramos, habiendo en el primero, a los pies del templo, un coro alto. La Capilla de la Comunión se abre en el cuarto tramo del lado del Evangelio (el izquierdo desde la puerta principal) y es de planta central, formada por la intersección de dos crujías con cubierta de cúpula sin tambor ni ventanas, estando todo el interior decorado con pilastras corintias. El camarín se abre en el testero de la capilla mayor y alberga un templete de madera. Por último, la pavimentación del templo data de 1906.